# 長管吻魨
長管吻魨，為輻鰭魚綱魨形目擬三刺魨亞目擬三棘魨科的其中一種，為底棲性魚類，分布於印度西太平洋區，包括安達曼群島、印尼、澳洲海域，棲息深度262公尺，體長可達15公分，生活習性不明。